# Califat

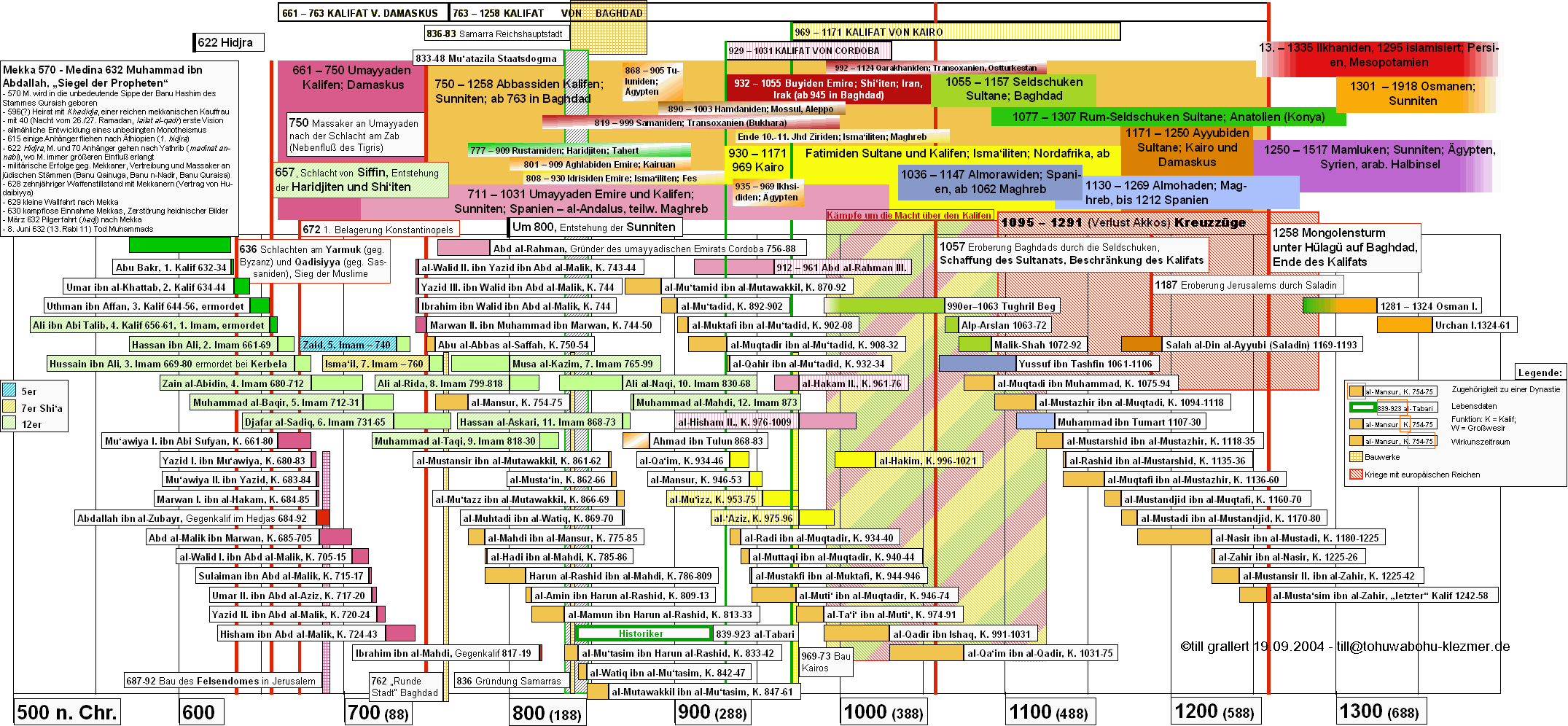
Istoria Islamului

Denumirea de califat provine din arabă: khilāfa respectiv khalīfatu rasūl Allāh (arab: خليفة رسول الله, DMG Ḫalīfa, plural Ḫulafāʾ, urmaș, calif, locțiitor al Profetului). Conducătorul sau monarhul unui califat în lumea arabă se numea calif.
Format prin unirea triburilor arabe, fiind favorizat de răspândirea religiei islamice, el și-a extins dominația în Asia, Africa și Europa. Dar întinderea mare a imperiului, diversitatea stadiilor de dezvoltare a populațiilor subjugate și necontenitele răscoale, tendința de autonomie a marilor nobili au cauzat destrămarea lui în mai multe califate:
- Califatul de la Bagdad;
- Califatul de la Cairo;
- Califatul de la Cordoba.

## Istoric

### Premize, primul califat, Rashidun
Mohamed n-a avut fii și nu a stabilit cine să-i fie urmaș, și nici modul de alegere a unui succesor. După moartea lui în anul 632 se întrunesc conducătorii musulmani, unii au susținut ca urmaș al profetului pe ginerele lui Mohamed Ali ibn Abi Talib (598-599), dar majoritatea îl aleg (chalifat rasul Allah) pe Abu-Bakr, primul bărbat convertit la Islam și cel mai apropiat prieten al Profetului Mohamed, consilierul său principal și care era tatăl soției celei mai iubite și mai tinere a lui Mohamed Aischa bint Abi Bakr. Abu Bakr a fost fondatorul califatului și primul calif al dinastiei Rashidun. Califatul Rashidun a durat între 632 și 661, iar după uciderea celui de-al patrulea calif, Ali, a fost succedat de Califatul Omeiad (661-750).
În anul 634 este ales al doilea calif „Umar ibn al-Khattab”. În timpul său se extinde califatul musulman, ocupând Siria (635-636), Irak/([Mesopotamia) (636) și Egiptul (639-642). Expansiunea islamică continuă prin victoria musulmanilor de la Nehawend (în sud la 300 km de Teheran), contribuind la destrămarea imperiului Sasanid din Iran.
Al treilea calif „Uthman ibn Affan”, un ginere al lui Mohamed, urmează în anul 644. De menționat este faptul că în timpul lui este concepută versiunea definitivă a Coranului, este continuată politica de expansiune, astfel că este ocupată „Tripolitania” (azi Libia) în anul 647. Musulmanii pătrund mai adânc în Iran, fiind întreprinse incursiuni militare în Anatolia. Califul își consolidează poziția asigurând succesiunea califilor din rândurile familiei sale, astfel apare (Dinastia Umayyad).
În anul 656 califul este omorât în Medina de răzvrătiții din Egipt și Irak. Dușmanii califului Uthman, erau musulmani șiiți, care nu îi recunoșteau drept legitimi pe califii sunniți de pînă atunci și care l-au sprijinit și l-au ales calif pe „Ali ibn Abi Talib”, primul calif șiit. Însă Muawiya, regentul Siriei, care era din linia califului sunnit ucis (Umayyad) refuză să-l recunoască pe noul calif, ceea ce cauzează „Bătălia de la Siffin” (657) de pe Valea Eufratului, (Siria). Lupta care durează trei luni se termină cu negocieri și cu desprinderea unei ramuri musulmane (haridshite) care vor alegerea liberă a califului și nu acceptă dinastia, „Ali ibn Abi Talib” fiind asasinat (661). Fiul său Hasan, care recunoaște influența puternică a Umayyazilor, renunță la succesiunea pe tron, astfel Muawiya devine calif, iar după moartea lui Muawiya, fratele lui Hasan, Husain revendică pentru sine titlul de calif, fiind însă înrfrânt și omorât în „Bătălia de la Kerbela” (680). Bătălia de la Kerbela a determinat conflictul ce durează și azi între suniți și șiiții care deplâng moartea nepotului profetului, Ali fiind ultimul calif ales, următorii califi fiind proclamați din rândul unei familii sau fiind hotărât de rezultatul unui război.

### Dinastia Omeiadă

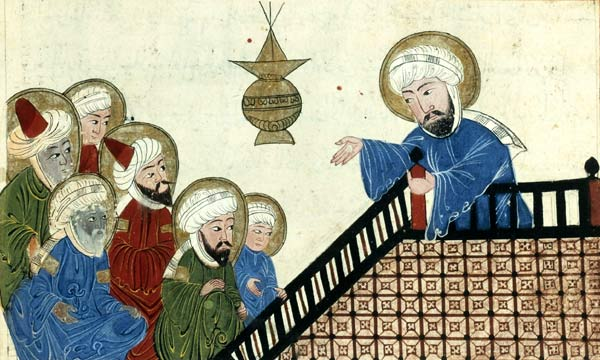
Copie dintr-un manuscript din secolul XV

Moschee Omeiazilor din Damasc

Califii urmași ai califului Muawiya nu sunt recunoscuți de opoziție ca urmași lui Mohamed, această este o perioadă a dezbinării islamului, numai după înlăturarea conflictelor interne pot califii să-și continue politica de expansiune.
Astfel, în timpul califilor „Abd al-Malik” și „al-Walid I”, la începutul secolului VIII au fost cucerite Maghrebul(Tunisia, Algeria, Maroc) Andaluzia (Spania), Transoxania (Asia centrală cu orașele Samarkand și Buhara) și Valea Indului (din India), atingându-se apogeul califatului.
Cu toate izbânzile obținute de califii omeiazi, rămâne mai departe o opoziție și dezbinare musulmană; astfel prin războaie interne în anul 744, dinastia Omeiadă slăbită a fost înlăturată de la putere prin răzvrătiții afgani din Korasan sub conducerea lui Abu Muslim (700-755), care devine calif 749, eveniment marcat de începutul dinastiei Abbaside.

### Dinastia Abbasidă

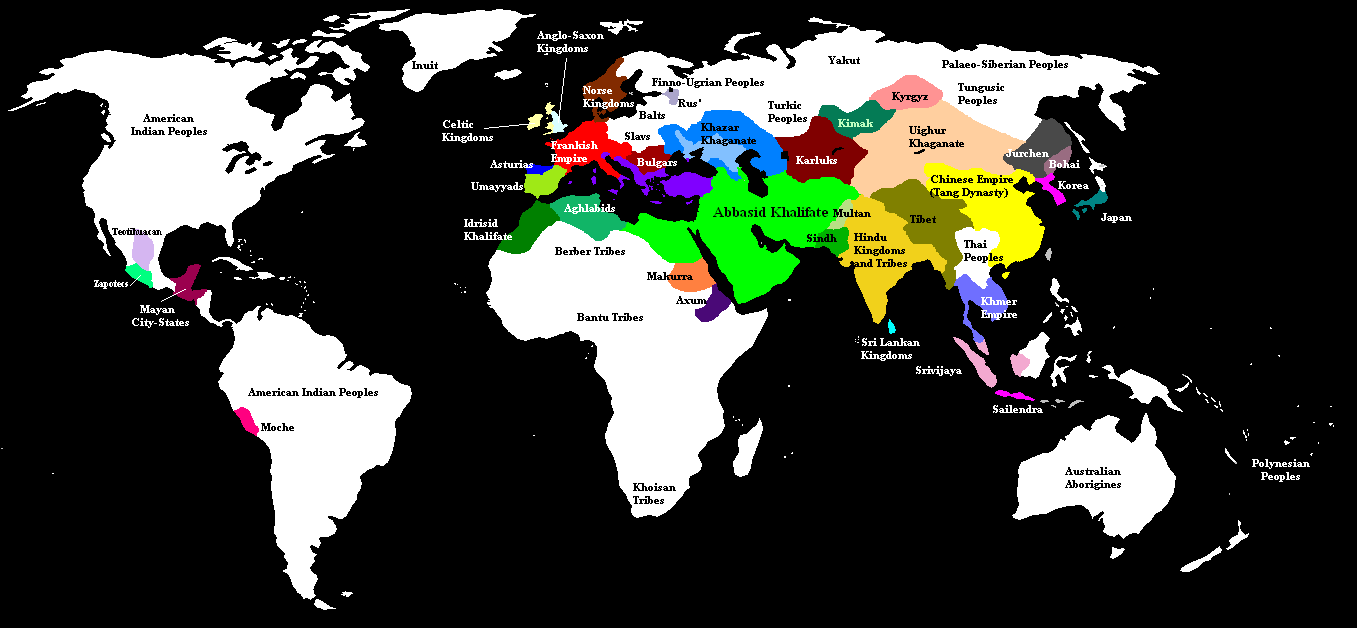
Extinderea Califatului Abbasid în 820.

După instaurarea noii dinastii ajunge Irakul cu capitala Bagdad centrul politic al califatului. Califatul cunoaște o înflorire economică și culturală în timpul califului Harun al-Rașid (786-809) care devine renumit prin basmele arabe „1001 de nopți” povestite de Șeherezada.
Prin creșterea aparatului administrativ și a birocrației, califii cedează din puterea politică, demnitarilor de stat ca de exemplu vizirii. Aceasta atrage după sine și fragmentarea imperiului în secolul IX în emirate independente (ca: Aghlabizi, Tulunizi, Tahirizi și Samanizi). La începutul secolului al X-lea fragmentarea politică continuă prin formarea de califate independente în Maghreb și Andaluzia a dinastiei Fatimide și Umayyade. Pe la mijlocul secolului X califatul din Bagdad pierde definitiv controlul politic, puterea fiind preluată de buyzi persani respectiv de turci (Seliuken (1038–1194)), califii devenind numai conducători spirituali ai musulmanilor.
Urmează o perioadă în secolul al XII-lea când califii reușesc să recâștige influența politică. Califatul din Bagdad este distrus și prădat în 1258 de mongoli, sub conducerea lui Hulagu (1217-1265), nepotul lui Ginghis Han. Unii din membrii dinastiei reușesc să se refugieze în Egipt; astfel un prinț Abbasid în 1261, ajutat de sultanul mamelucilor Baibars (1223 - 1277), va fi calif pe tronul din Cairo, având însă numai o funcție spirituală.

### Dinastia Fatimidă
Conform legendei șiite, califii sunt descendenții lui „Ali ibn Abi Talib” și soției lui „Fatima”, fiind întemeiat în anul 909 un califat în Ifriqiya (Tunisia, Algeria de est și Tripolitania) extinzându-se în toată Algeria, Siria, Sicilia și Egipt, ajungând ca în1059 să controleze și Bagdadul. Urmează o perioadă de decădere a dinastiei fiind în 1171 complet înlăturată de sultanul de origine curdă Saladin (1137-1193).

### Califatul Omeiad din Spania
Ultimul care a supraviețuit, măcelul familiei Omeiazilor (750) efectuat de Abbasizi, se refugiază în Andaluzia unde întemeiază în 929 împreună cu urmașii săi Califatul din Cordoba care se va fragmenta în anul 1031. 
In secolul XII și XIII are pretenții familia Almohadă (dinastie berberă (1147–1269) din Mahgreb) și Hafsidă (dinastie (1229-1574) din Tunisia de azi) asupra califatului din Cordoba.

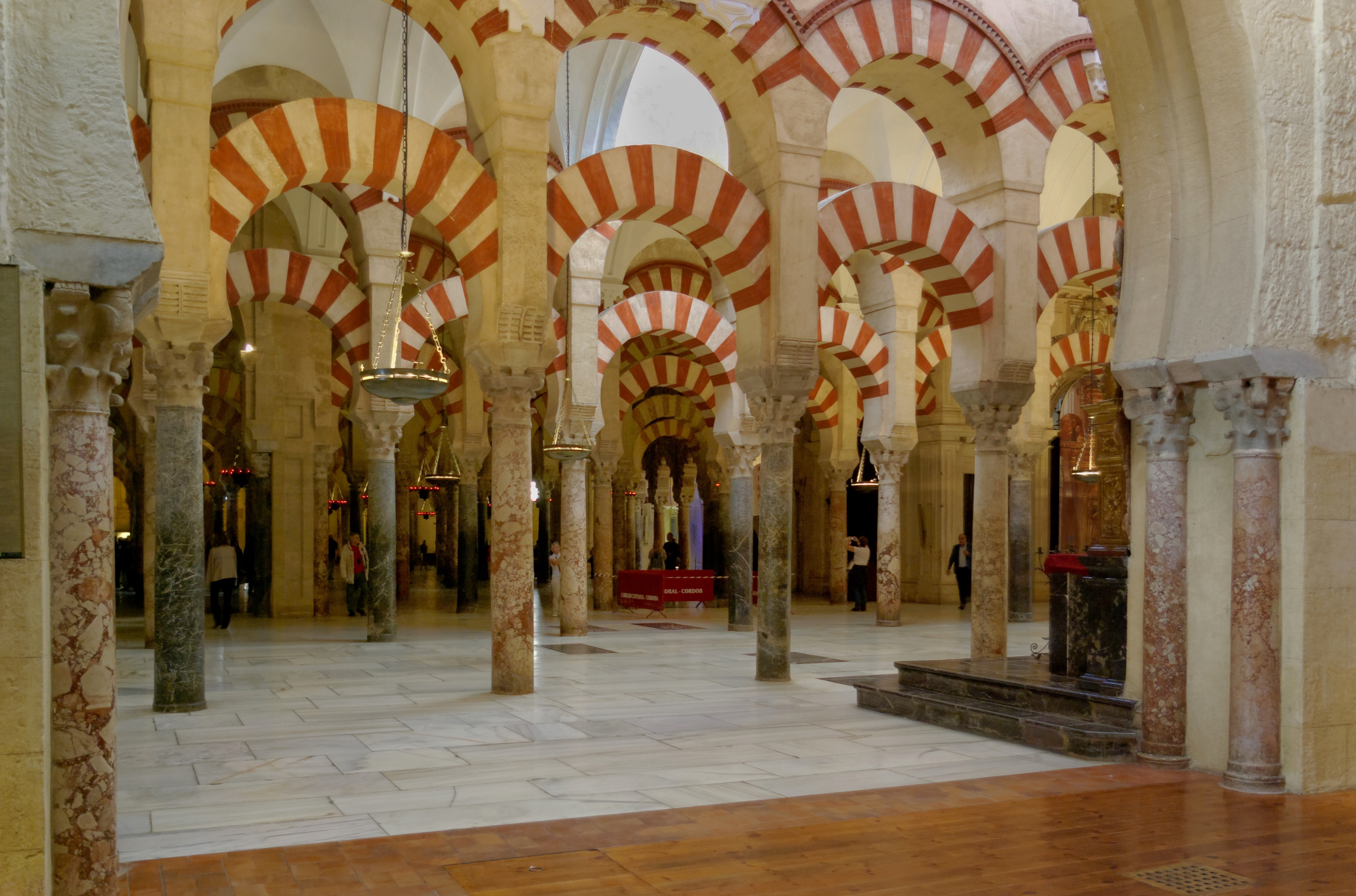
Moscheea din Cordoba

Califii din Anadaluzia (fam. Fatimidă și Umayyadă) nu sunt recunoscuți de califii suniți din Bagdad ca și de califii din dinastiile Hafside și Alnmohade (Mahgreb).

### Califatul Osmanilor

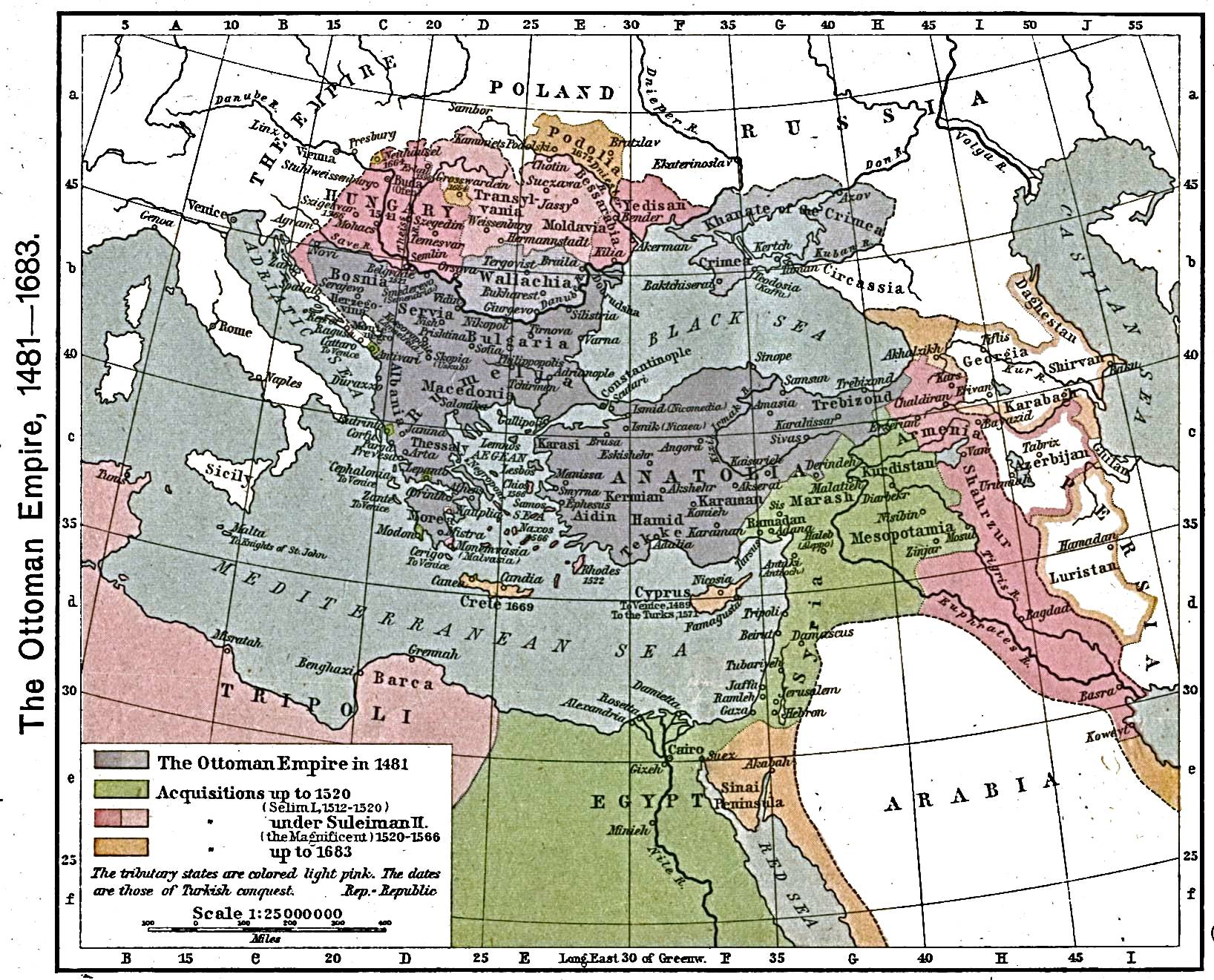
Imperiul Otoman între anii 1481- 1683

Din secolul XIII au pretenții mai multe familii musulmane de a primi titlul de calif care a devenit numai un titlu onorific. În anul 1517 reușesc sultanii osmani turci să întemeieze Califatul Osmanilor (1517-1924). Titlul religios de calif fiind pretins de sultani mai ales în secolul XIX, prin care caută să realizeze unirea religioasă a musulmanilor contra atacurilor tot mai intense a lumii creștine. După înfrângerea definitivă a Osmanilor în anul 1918 (Primul război mondial), sultanul este înlăturat Turcia fiind declarată republică 1923, iar în 1924 guvernul turc desființează califatul.

### Califatul după 1924

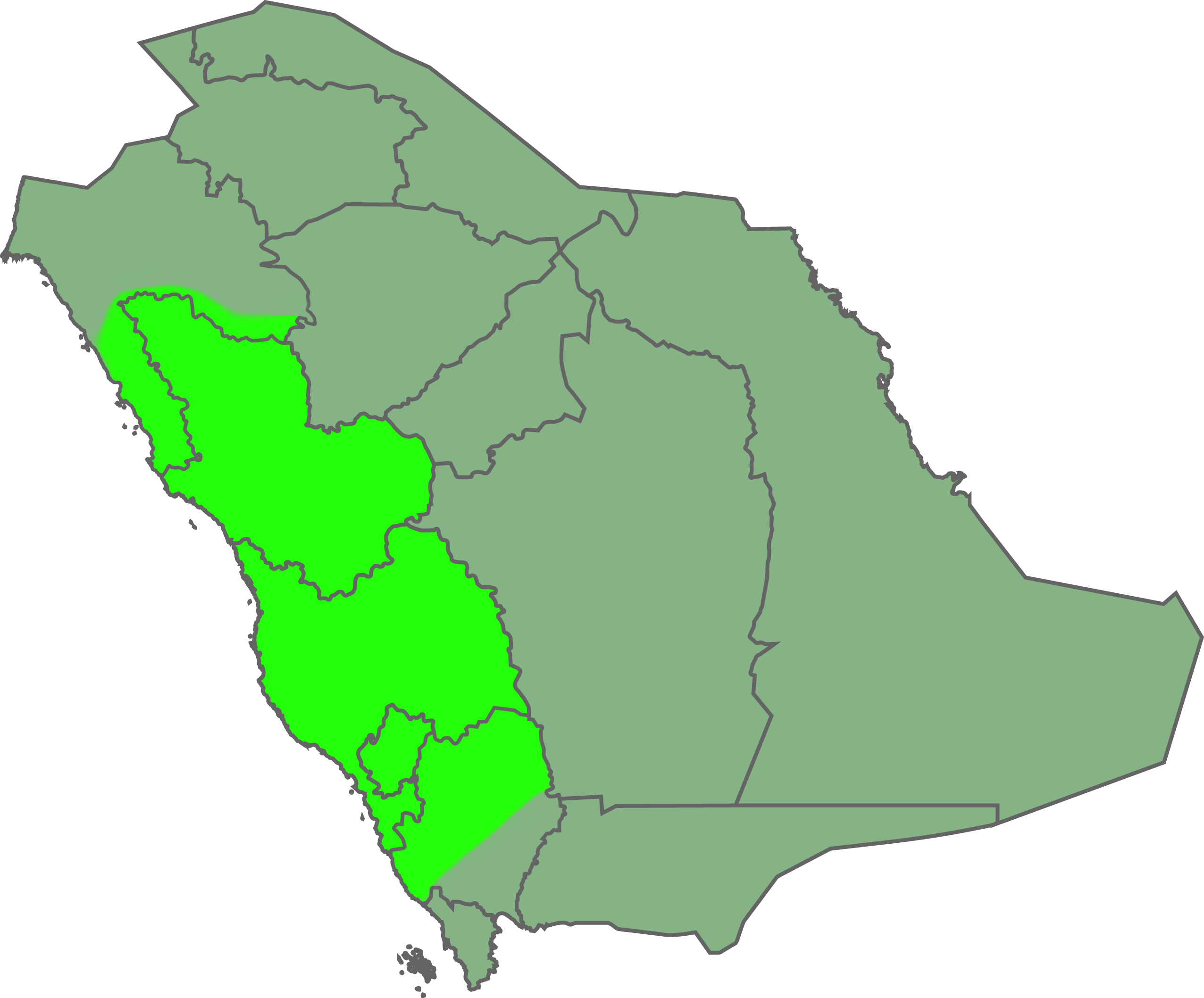
Hedsha amplasare in Arabia Saudită

Hotărârea guvernului turc de desființare a califatului, produce proteste în lumea musulmană. Regele „Husain ibn Ali” din (vestul Arabiei) Hedșa (1917-1924) susținut de englezi pretinde ca urmaș a lui Mohamed titlul de calif, această pretenție fiind spulberată de regele Arabiei Saudite „Abd al-Aziz al Saud” din Nadshd (1923-1953) care ocupă Mekka.
In anul 1926 încearcă Congresul Musulman în Cairo alegerea unui calif, încercare care eșuează, la fel ca și încercările lui „Metin Kaplan” și „Hizb-ut-Tahrir”.

### Califatul din Omdurman
Urmașii conducătorului politic și religios „Muhammad Ahmad al-Mahdi” (1844-1885) din Sudan se întitulează de asemenea ca și califi, azi fiind denumiți „al-Khalifa” cu reședința în Omdurman. Revolta condusă de „Muhammad Ahmad al-Mahdi” contra colonialismului este una dintre cele mai reușite mișcări africane. Califatul din Omdurman durează o perioadă de 15 ani, fiind distrus în 1898 de trupele militare anglo-egiptene. 